# エンジェル・マコートリー
エンジェル・マコートリー（Angel Lajuane McCoughtry、1986年9月10日 - ）は、アメリカ合衆国の女子プロバスケットボール選手である。ポジションはフォワード。

## 来歴
ルイビル大学ではビッグイースト・カンファレンスに得点・リバウンド・スティールの大学記録をいずれも更新。2006-07のプレイヤー・オブ・ザ・イヤーに選ばれる。2007年にはパンアメリカン競技大会アメリカ代表にも選ばれ金メダル獲得。 
卒業後の2009年、WNBAドラフトにてアトランタ・ドリームより全体1位指名を受け契約。1年目は新人王を受賞。しかし、2012年は不可解な理由で外された。
一方、2010年よりトルコのフェネルバフチェ・イスタンブールに所属し、ユーロリーグにも出場。
アメリカ代表として2010年と2014年世界選手権、ロンドン・リオデジャネイロオリンピックでいずれも金メダル獲得。

## 経歴

### 大学
- 2005-2002 : ルイビル大学

### WNBA
- 2009– : アトランタ・ドリーム

### 国外クラブ
- 2009–2010 : Good Angels Košice
- 2010– : フェネルバフチェ・イスタンブール